# アイ・ワンダー (1944年の曲)
「アイ・ワンダー (I Wonder)」は、セシル・ギャントが書き、「セシル・ギャント二等兵 (Pvt. Cecil Gant)」名義で最初に録音した1944年の曲。ブロンズ (Bronze) レーベルからリリースされたオリジナル盤は、ジュークボックス・レイス・レコード・チャート (the Juke Box Race Records chart) で首位に立ち、ギャント二等兵にとって最大のヒット作となった。1945年2月には、ピアニストのルーズヴェルト・サイクス (Roosevelt Sykes) によるバージョンが首位に立った。サイクス盤は、ギャント二等兵盤に代わってジュークボックス・レイス・レコード・チャートの首位に立ったのであった。

## その他のカバー
- 1945年には、歌手ウォレン・エヴァンス (Warren Evans) によるバージョンも、ジュークボックス・レイス・レコード・チャートの首位に立った[3]。
- 1945年には、ルイ・アームストロングも自身のバージョンを吹き込み、ジュークボックス・レイス・レコード・チャートで最高3位まで上昇した[4]。
- アレサ・フランクリンは、アルバム『アレサ・アライヴス』（1967年）にこの曲を収録している。
- アメリカ合衆国のR&B/ブギウギのピアニストで歌手のリトル・ウィリー・リトルフィールド (Little Willie Littlefield) は、アルバム『The Red One』（1997年）にこの曲を収録している。